# Džon Džordž Kemeni
Džon Džordž Kemeni (rođen kao Kemény János György; 31. maj 1926 – 36. decembar 1992) bio je američki matematičar mađarskog porekla, informatičar, i prosvetni radnik, koji je najpoznatiji po razvoju programskog jezika Bejsik 1964. godine sa Tomasom Kuncom. Kemeni je služio kao 13. predsednik Dartmut koledža od 1970 do 1981 i bio je pionir u oblasti upotrebe računara u univerzitetskom obrazovanju. Kemeni je predsedavao predsedničkom komisijom koja je istraživala Incident na ostrvu Tri milje 1979. godine. Prema Đerđu Marksu on je bio jedan od Marsovaca.

## Detinjstvo i mladost
Rođen u Budimpešti u Mađarskoj u jevrejskoj porodici, Kemeni je pohađao privatnu osnovnu školu Rac u Budimpešti i jedan od njegovih drugova i razreda je bio Nandor Balaca. Njegov otac je 1938. godine otputovao za Sjedinjene Države. Godine 1940, on je odveo celu porodicu Kemeni u Sjedinjene Države kada je usvajanje drugog antijevrejskog zakona u Mađarskoj postalo neminovno. Njegov deda je, međutim, odbio da napusti zemlju i stradao je u holokaustu, zajedno sa njegovom tetkom i ujakom. Porodica Kemeni se nastanila u Njujork Sitiju, gde je Džon pohađao srednju školu Džordž Vašington. On je diplomirao sa najboljim rezultatima u svojoj klasi tri godine kasnije. Godine 1943, Kemeni se upisao na Univerzitet Prinston gde je studirao matematiku i filozofiju, ali mu je tokom studija uzeo slobodnu godinu, kako bi radio na Menhetn projektu u Nacionalnoj laboratoriji u Los Alamosu, gde mu je šef bio Ričard Fejnman. Tamo je takođe radio sa Džonom fon Nojmanom. Vrativši se u Prinston, Kemeni je diplomirao sa diplomom A.B. iz matematike 1946. godine, nakon što je završio seniorsku tezu, pod nazivom „Ekvivalentni logički sistemi”, pod nadzorom Alonzo Čerča. On je zatim ostao na Prinstonu kako bi nastavio postdiplomske studije i doktorirao u oblasti matematike 1949. godine, nakon što je kompletirao doktorsku disertaciju pod nazivom „Teorija tipova vs. teorija skupova”, takođe pod nadzorom Alonza Čerča. On je radio je kao matematički asistant Alberta Ajnštajna tokom diplomske škole.

## Karijera
Kemeni je postavljen za redovnog profesora na Odeljenju matematike u Dartmutu 1953. godine, kad je imao 27 godina. Dve godine kasnije postao je predsednik odeljenja i tu funkciju je obavljao do 1967. godini. Kemeni se upustio u razvoj nastavnog plana i programa kada je uveo kurseve Konačne matematike. On se udružio sa Džeraldom L. Tompsonom i Dž. Lori Snelom kako bi napisao Uvod u konačnu matematiku (1957) za studente biologije i društvenih nauka. Profesori sa odeljenja za matematiku u Dartmutu takođe su napisali Konačne matematičke strukture (1959) i Konačnu matematiku sa poslovnim aplikacijama (1962). Ostali fakulteti i univerziteti pratili su njihovo vođstvo, a još nekoliko udžbenika konačne matematike bilo je napisano na drugim mestima. Tema lanaca Markova bila je naročito popularna, te se Kemeni udružio s Dž. Lori Snelom da objavi Konačne lance Markova (1960) da bi dao uvodni školski udžbenik. Uzimajući u obzir napretke u upotrebi teorije potencijala koje je ostvario Dž. A. Hant, oni su napisali Neprebrojive lance Markova 1966. godine. Ovaj udžbenik, podesan za napredne seminare, doživeo je drugo izdanje 1976. godine, kada je uključeno dodatno poglavlje o slučajnim poljima Dejvida Grifita.
Kemeni i Kurc su bili pioniri u korišćenju računara za obične ljude. Nakon ranih eksperimenata sa LGP-30, on su izumeli programski jezik Bejsik 1964. godine, kao i jedan od prvih svetskih sistema sa razdeljivanjem vremena, Dartmutski sistem raspodele vremena (engl. Dartmouth Time-Sharing System - DTSS). Godine 1974, Američka federacija društava za obradu informacija dodeljivala je nagradu Kemeniju i Kurcu na Nacionalnoj računarskoj konferenciji za njihov rad na Bejziku i vremenskoj raspodeli. Bejzik je bio jezik koji se koristio u većini softvera napisanog tokom uspona Epl II, Komodora, TRS-80 i IBM PC-a tokom 80-ih.

## Smrt
Džon Kemeni je umro u svojoj 66. godini, usled zatajanje srca u Lebanon u Nju Hempširu dana 26. decembra 1992. On je živeo u Etni, u blizini Dartmut kampusa.

## Literatura
- Sammet, Jean E. (1969). Programming languages: history and fundamentals (на језику: енглески). Englewood Cliffs, N.J.: Prentice-Hall. OCLC 819683527.
- Kurtz, Thomas E. (1981). „BASIC”.  Ур.: Wexelblat, Richard. History of programming languages. History of Programming Languages I. New York: ACM. стр. 515–537. ISBN 978-0127450407. doi:10.1145/800025.1198404.
- Kemeny, John G.; Kurtz, Thomas E. (1985). Back To BASIC: The History, Corruption, and Future of the Language. Addison-Wesley. стр. 141. ISBN 9780201134339. OCLC 11399298.
- Lien, David A. (1986). The Basic Handbook: Encyclopedia of the BASIC Computer Language (3rd изд.). Compusoft Publishing. ISBN 9780932760333. OCLC 12548310.
- „Fifty Years of BASIC, the Programming Language That Made Computers Personal”. Time. 29. 4. 2014.
- „High Math at Hanover”. Time. 23. 2. 1959.
- Rankin, Joy Lisi (2018), A People's History of Computing in the United States, Cambridge, Massachusetts: Harvard University Press, ISBN 9780674970977
- „BASIC”. Jargon File. Приступљено 13. 6. 2017.
- „Thomas E. Kurtz – History of Computer Programming Languages”. cis-alumni.org (на језику: енглески). Приступљено 13. 6. 2017.
- Alfred, Randy (5. 1. 2008). „May 1, 1964: First Basic Program Runs”. Wired. Приступљено 13. 6. 2017.
- Brooks, David (11. 6. 2019). „Finally, a historical marker that talks about something important”. Concord Monitor. Архивирано из оригинала 11. 6. 2019. г. Приступљено 11. 8. 2019.

## Spoljašnje veze
- Posted in the article with permission from Dartmouth College
- Dartmouth Wheelock Succession
- Bio at Bellevue C.C. site Архивирано на веб-сајту  (16. јул 2011)
- A sketch of John Kemeny for the Dartmouth Alumni Magazine
- O'Connor, John J.; Robertson, Edmund F. „Džon Džordž Kemeni”. MacTutor History of Mathematics archive. University of St Andrews.
- Džon Džordž Kemeni на веб-сајту MGP (језик: енглески)
- Interview with Kemeny about his experience at Princeton
- True Basic Inc. information